# ابوعمر شیشانی
تَرخان تایومورازوویچ باتیراشویلی (به گرجی: თარხან ბათირაშვილი) مشهور به أبو عُمَر الشیشانی (به فارسی: عمر چچنی) (زادهٔ ۱۱ ژانویه ۱۹۸۶ – درگذشتهٔ ۱۰ ژوئیه ۲۰۱۶) شبه‌نظامی جهادگرای گرجستانی- چچنی بود که به عنوان وزیر جنگ سابق داعش فعالیت می‌کرد. او به دنبال کشته‌شدنِ ابو عبدالرحمان البیلاوی، به عنوان فرماندهٔ نظامی داعش برگزیده‌شد. او پیش از پیوستن به داعش در ارتش گرجستان خدمت کرده بود که سپس رهبر گروه جهادی «جیش المهاجرین و الانصار» شد که بیشتر اعضای آن از پیکارجویان اهل قفقاز شمالی بودند.

## زندگی
خانواده عمر شیشانی در منطقه‌ای فقیرنشین در چچن، در همسایگی گرجستان زندگی می‌کنند. عمر شش سال پیش ارتش گرجستان را به دلایل پزشکی ترک کرد.
تیمور باتیراشویلی پدر عمر، گفته‌است که پسرش با تربیت مسیحی بزرگ شده و به این دلیل به اسلام افراطی روی آورده که نتوانسته کار دیگری پیدا کند. وی معتقد است پسرش توسط روحانیون مسلمان تندرو در این منطقه، شست‌وشوی مغزی شده‌است.

## حضور در سوریه و عراق
الشیشانی فرمانده یکی از گروه‌های مبارز در سوریه بود که برای اولین بار خط حمله خود را به سمت عراق برده و مرزهای بین دو کشور را از بین بردند. وی پس از ورود به مرز عراق در یک ویدئو اعلام کرد «هدف ما روشن است و همه دیگر می‌دانند که چرا ما در اینجا می‌جنگیم. راه ما به سمت ایجاد خلافت یا دولت اسلامی می‌رود. ما خلافت را برمی‌گردانیم و اگر خدا این را نخواهد به ما شهادت اعطا کند». چارلز لیستر یکی از کارشناسان اندیش‌کده بروکینگز در این باره به آسوشیتدپرس گفت: داعش به شدت به افراد مستقل خود متکی است. این ارتباطات و این روابط پیچیده متکی به فرد، باعث می‌شود که هر کس بتواند با ورود به این نیرو، به یک‌باره با یک خلاقیت نظامی یا پیروزی در جبهه‌ای کوچک یا بزرگ، به فرمانده نظامی یک منطقه یا بعداً به فرمانده نظامی کل این گروه تبدیل شود. رسانه‌های غربی به او لقب ستاره داعش را داده‌اند. رسانه‌های غربی همیشه تصور می‌کرده‌اند اعراب به جنگ با یکدیگر پرداخته‌اند اما حضور این مرد جوان چچنی تصور آن‌ها نسبت به جنگجویان داعش را عوض کرد.

## ادعای مرگ شیشانی
در آخرین هفته از اردیبهشت ۱۳۹۳ خورشیدی بسیاری از رسانه‌ها مدعی شدند عمر شیشانی طی درگیری‌های با نیروهای جبهةالنصره کشته شده‌است. ولی حدود یک ماه و نیم بعد، آسوشیتد پرس از ورود الشیشانی به عراق خبر داد و با انتشار یک ویدئو از سخنرانی او نشان داد که خبر مرگ شیشانی دروغ بوده‌است. آسوشیتد پرس در این گزارش با انتشار تصاویر وی، زندگی‌نامه او را هم منتشر کرد و بیان کرد که او هنوز زنده است و در حال جنگیدن با ارتش عراق است. در این ویدئو از شیشانی به عنوان یکی از جنگ‌جویان داعش یاد شده و هیچ اشاره‌ای به تاریخچه فعالیت‌های وی در سوریه نشده‌است. به همین دلیل گمان می‌رود او به عنوان فرمانده نظامی کل داعش انتخاب شده‌است. البته گروه داعش تاکنون به صورت رسمی چنین خبری را منتشر نکرده‌است.
عمر شیشانی در (۲۰ اسفند ۹۴) در اثر حمله هوایی ائتلاف علیه داعش به شدت زخمی شد و در ۲۵ اسفند مقامات آمریکایی از احتمال قوی مرگ او خبر دادند.
در تاریخ ۱۰ فروردین ماه رسانه‌های داخلی داعش با انتشار تصاویر جدید عمر شیشانی از زنده بودن وی خبر دادند. در تیرماه سال ۱۳۹۵ یکی از رسانه‌های وابسته به گروه حکومت اسلامی (شبکه خبری اعماق) پرده از مرگ وی برداشت و گفت ابوعمر الشیشانی در جریان دفع یک حمله به شهر الشرقاط در نزدیکی موصل کشته شده‌است.

## مرگ
در ۱۳ ژوئیهٔ ۲۰۱۶ شایعهٔ مرگ شیشانی بر اثر شدت جراحات حاصل از حملهٔ نیروهای ائتلاف ضد داعش در رسانه‌ها مطرح شد. داعش در ۱۴ ژوئیه مرگ وی را تأیید کرد.

## فیلم به وقت شام
این شخصیت به عنوان رهبر داعشی‌ها در فیلم به وقت شام به تصویر کشیده شده‌است. نقش او را در به وقت شام، یک بازیگر لبنانی با نام جوزِف سلامه بازی می‌کند و دیالوگی از نقش ابو عمر شیشانی تحت عنوان (چطوری ایرانی؟!)در میان بینندگانِ به وقت شام و نیز در فضای مجازی معروف شده‌است.